# ویلیام پری
ویلیام پری (انگلیسی: William Perry زاده ۱۱ اکتبر ۱۹۲۷) یک بازرگان، مهندس، و سیاست‌مدار اهل ایالات متحده آمریکا است.
وی همچنین برنده جوایزی همچون نشان افتخار آزادی رئیس‌جمهوری شده است.